# Melophobia
Melophobia ist das dritte Studioalbum der US-amerikanischen Rockband Cage the Elephant.
Es erschien am 8. Oktober 2013.
Als Single ausgekoppelt wurden die Lieder Come a Little Closer (13. August 2013), Take It or Leave It (24. März 2014) und Cigarette Daydreams (26. August 2014).

## Titelliste
1. Spiderhead – 3:42
2. Come a Little Closer – 3:49
3. Telescope – 3:48
4. It's Just Forever (featuring Alison Mosshart) – 3:30
5. Take It or Leave It – 3:27
6. Halo – 2:57
7. Black Widow – 3:07
8. Hypocrite – 4:08
9. Teeth – 5:27
10. Cigarette Daydreams – 3:28

## Kommerzieller Erfolg

### Chartplatzierungen
| ChartsChartplatzierungen       | Höchstplatzierung | Wochen |
| ------------------------------ | ----------------- | ------ |
| Vereinigte Staaten (Billboard) | 15 (12 Wo.)       | 12     |

### Auszeichnungen für Musikverkäufe
| Land/Region               | Auszeichnungen für Musikverkäufe (Land/Region, Auszeichnung, Verkäufe) | Verkäufe  |
| ------------------------- | ---------------------------------------------------------------------- | --------- |
| Brasilien (PMB)           | Gold                                                                   | 20.000    |
| Neuseeland (RMNZ)         | Gold                                                                   | 7.500     |
| Vereinigte Staaten (RIAA) | Platin                                                                 | 1.000.000 |
| Insgesamt                 | 2× Gold · 1× Platin ·                                                  | 1.027.500 |